# Bukovina u Pecky
Bukovina u Pecky je malá vesnice, část obce Pecka v okrese Jičín. Nachází se asi 4,5 km na jih od Pecky. V roce 2009 zde bylo evidováno 42 adres. V roce 2001 zde trvale žilo 35 obyvatel.
Bukovina u Pecky je také název katastrálního území o rozloze 3,56 km2. V katastrálním území Bukovina u Pecky leží i Arnoštov.

## Historie
První písemná zmínka o vesnici pochází z roku 1412.
V letech 1850–1974 k vesnici patřil Arnoštov.